# Zabeler Jakab
Zabeler Jakab (Zabler Jakab, Bártfa, 1639. június 26. – Bártfa, 1709. május 28.) evangélikus püspök, Zabeler Péter unokája.

## Élete
Született 1639. jún. 26-án Bártfán. Itt, valamint Eperjesen, Sárospatakon majd ismét Bártfán tanult. Külföldre ment és 1658 tavaszán a jénai egyetemre iratkozott be, ahol öt évet töltött.
Hazatérve 1664-ben conrector, majd 1665-ben diakónus, később lelkész lett Bártfán. Innen  1674-ben száműzetésbe kellett mennie.
Németországba utazott, s miután három évet tartózkodott Grossenhainban, 1677-től Mühlbergben másodlelkészi hivatalt viselt. 1682-ben visszatérhetett előbbi állásába Bártfára.
1686-ban a szabad királyi városi egyházkerület püspökévé választották, 1699-ben azonban újra elűzték hivatalából és évekig bujdosott Szepes és Sáros megyékben. Csak 1703-ban került vissza gyülekezetébe, ahol 1709. május 28-án halt meg.

## Művei
- Exercitium Academicum De Persona… submittit Jacobus Zablerus… Jenae, 1660.
- Frommen Christen Lust und Unlust. Grossenhain, 1675.
- De Sirmio . . . Disputavit Jacobus Zabler… Wittenbergae, 1690. (Újabb kiadása. Wittenbergae, 1698.)
- Antidotum preciosum. Bártfa, 1694. (Német gyászbeszéd Náthán Sámuel felett.)
- Üdvözlő verseket írt Klesch Dánielhez a kőszegi lelkészségbe léptekor (1659.) és Hanset János értekezése mellé (1669.).

## Szakirodalom
- Horányi, Memoria III. 577. lap.
- Klein, Nachrichten III. 137., 144., 206., 303. l.
- Szabó-Hellebrant, Régi M. Könyvtár II. III.
- Hörk József, Az ev. Tisza-kerület püspökei. Kassa, 1888. 24. l.
- Zoványi Jenő, Theologiai Ismeretek Tára III. 408. l.